# همکاری میکروبی
میکروارگانیسم‌ها دارای انواع مختلفی از تعاملات اجتماعی همانندهمکاری می‌باشند. رفتار مشارکتی، رفتاری است که به نفع فردی (گیرنده) غیر از انجام دهنده آن عمل (بازیگر) باشد. این مقاله اشکال مختلف تعاملات مشارکتی (متقابل گرایی و نوع دوستی) که در سیستم‌های میکروبی مشاهده می‌شود، و همچنین مزایایی که ممکن است منجر به تکامل این رفتارهای پیچیده شده باشد را شرح می‌دهد.

## مقدمه
میکروارگانیسم‌ها یا میکروب‌ها هر سه حوزه حیات را در بر می‌گیرند - باکتری‌ها، باستانی‌ها و بسیاری از یوکاریوت‌های تک سلولی از جمله برخی قارچ‌ها و آغازیان که به‌طور معمول به عنوان اشکال حیات تک سلولی که فقط با میکروسکوپ قابل مشاهده هستند تعریف می‌شوند. میکروارگانیسم‌ها اولین اشکال حیات سلولی بودند و سبب ایجاد شرایط مناسب برای تکامل اشکال چند سلولی و پیچیده‌تر حیات شده‌اند.
اگرچه میکروب‌ها برای دیدن با چشم غیرمسلح بسیار کوچک هستند، اما اکثریت قریب به اتفاق تنوع زیستی را نشان می‌دهند و بنابراین به عنوان یک سیستم عالی برای مطالعه سوالات تکاملی عمل می‌کنند. یکی از موضوعاتی که دانشمندان در میکروب‌ها بررسی کرده‌اند، تکامل رفتارهای اجتماعی از جمله همکاری است. یک تعامل مشارکتی به نفع یک گیرنده است و همین اساس برگزیده می‌شود. در سیستم‌های میکروبی، سلول‌های متعلق به گونه‌های یکسانی دیده شده‌اند که در تعاملات مشارکتی برای انجام طیف وسیعی از رفتارهای پیچیده چند سلولی مانند پراکندگی، جستجوی غذا، ساخت بیوفیلم‌ها، تولید مثل، جنگ شیمیایی و سیگنال‌دهی مشارکت دارند. این مقاله اشکال مختلف تعاملات مشارکتی را که در سیستم‌های میکروبی مشاهده می‌شود، و همچنین مزایایی که ممکن است منجر به تکامل این رفتارهای پیچیده شده باشد، تشریح می‌کند.
|                 |   | تاثیر بر گیرنده | تاثیر بر گیرنده |
| +               | - |                 |                 |
| --------------- | - | --------------- | --------------- |
| تأثیر بر بازیگر | + | منافع مشترک     | خودخواهی        |
| تأثیر بر بازیگر | - | نوع دوستی       | علیرغم          |

از دیدگاه تکاملی، یک رفتار در صورتی اجتماعی است که پیامدهای تناسب اندام هم برای فردی که آن رفتار را انجام می‌دهد (بازیگر) و هم برای فرد دیگر (گیرنده) داشته باشد. همیلتون ابتدا رفتارهای اجتماعی را بر اساس اینکه آیا پیامدهایی که برای بازیگر و گیرنده در پی دارد مفید است (افزایش تناسب اندام مستقیم) یا پرهزینه (کاهش تناسب اندام مستقیم) دسته‌بندی کرد. بر اساس تعریف همیلتون، چهار نوع منحصر به فرد از تعاملات اجتماعی وجود دارد: متقابل گرایی (+/+)، خودخواهی (+/-)، نوع دوستی (-/+)، و کینه‌توزی (-/-) (جدول ۱). متقابل گرایی و نوع دوستی به دلیل اینکه برای گیرنده سودمند هستند، تعاملات مشارکتی در نظر گرفته می‌شوند و تمرکز این مقاله خواهد بود.
توضیح همکاری یکی از بزرگترین چالش‌های زیست‌شناسی تکاملی است، صرف نظر از اینکه این رفتار برای دو طرف سودمند یا نوع دوستانه تلقی می‌شود. بر اساس نظریه تکاملی کلاسیک، یک موجود زنده فقط به گونه ای رفتار می‌کند که تناسب اندام خود را به حداکثر برساند؛ بنابراین، منشأ تعاملات مشارکتی، یا اقدامات افراد که منجر به دریافت مزایای تناسب اندام توسط افراد دیگر می‌شود، غیرقابل تصور به نظر می‌رسد.
توضیحات نظریبرای تکامل همکاری را می‌توان به‌طور کلی به دو دسته طبقه‌بندی کرد: مزایای تناسب اندام مستقیم یا مزایای تناسب اندام غیر مستقیم. این از بینش همیلتون در سال ۱۹۶۴ نتیجه می‌گیرد که افراد به‌طور مستقیم از طریق تأثیر آنها بر تولید مثل خود (اثرات تناسب اندام مستقیم) و همچنین از طریق تأثیر آنها بر تولید مثل افراد دارای ژن‌های مرتبط (تأثیر تناسب اندام غیرمستقیم) به تناسب اندام فراگیر دست می‌یابند.

## انواع همکاری

### همیاری
شاید متداول‌ترین فعل و انفعالات مشارکتی که در سیستم‌های میکروبی دیده می‌شود دو طرف سودمند باشند. تعاملات اجتماعی سودمند متقابل، مزایای تناسب اندام مستقیمی را برای هر دو فرد درگیر فراهم می‌کند، در حالی که بر هر هزینه ای که برای انجام این رفتار انجام می‌شود، سنگینی می‌کند. در محیطی با میکروب‌های فردی، متقابل گرایی اغلب به منظور افزایش مزایای تناسب اندام انجام می‌شود. با این حال، در یک جامعه، میکروارگانیسم‌ها در مقیاس بزرگ با هم تعامل خواهند داشت تا تداوم جمعیت را فراهم کنند، که در نتیجه تناسب اندام آنها را افزایش می‌دهد.
در اکثر مواقع، ارگانیسم‌هایی که در این رفتارها شرکت می‌کنند، علاقه مشترکی به همکاری دارند. در سیستم‌های میکروبی، این اغلب در تولید مولکول‌های گران‌قیمت متابولیکی، که به عنوان کالاهای عمومی شناخته می‌شوند، دیده می‌شود. بسیاری از میکروب‌ها، به ویژه باکتری‌ها، کالاهای عمومی متعددی تولید می‌کنند که در محیط خارج سلولی رها می‌شوند. انتشاری که اتفاق می‌افتد، علیرغم اینکه برای فرد تولید می‌شود، امکان استفاده از آن‌ها توسط ارگانیسم‌های همسایه را فراهم می‌کند.
یکی از نمونه‌های بسیار محبوب از تعاملات میکروبی سودمند متقابل شامل تولید سیدروفورها است. سیدروفورها مولکول‌های مهارکننده آهن هستند که توسط بسیاری از گونه‌های میکروبی از جمله باکتری‌ها و قارچ‌ها تولید می‌شوند. این مولکول‌ها به عنوان عوامل کیلیت شناخته می‌شوند و نقش مهمی در تسهیل جذب و متابولیسم آهن در محیط دارند، زیرا معمولاً به شکل نامحلول وجود دارد. برای اینکه باکتری‌ها به این عامل محدود کننده دسترسی پیدا کنند، سلول‌ها این مولکول‌ها را ساخته و سپس آنها را به فضای خارج سلولی ترشح می‌کنند. پس از آزاد شدن، سیدروفورها آهن را جدا می‌کنند و یک مجتمع تشکیل می‌دهند که توسط گیرنده‌های سلولی باکتریایی شناسایی می‌شود. سپس می‌توان آن را به داخل سلول منتقل کرد و کاهش داد و آهن را از نظر متابولیکی در دسترس باکتری‌ها قرار داد. تولید سیدروفورها اغلب به عنوان نمونه ای از متقابل گرایی استفاده می‌شود زیرا این ترکیبات به استفاده فردی محدود نمی‌شوند. تا زمانی که ارگانیسم گیرنده ای برای کمپلکس سیدروفور-Fe (III) داشته باشد، می‌توان آنها را گرفته و مورد استفاده قرار داد.
توضیحات زیادی وجود دارد که تکامل تعاملات متقابل سودمند را توجیه می‌کند. مهمتر از همه، برای اینکه تولید کالاهای عمومی از نظر تکاملی سودمند باشد، این رفتار باید منفعت مستقیمی برای عملکرد باز تولید کنشگر فراهم کند که بر هزینه انجام این رفتار بیشتر باشد. این اغلب در مورد مزایای مستقیم تناسب اندام دیده می‌شود. از آنجایی که باکتری‌ها اغلب در کلنی‌ها یافت می‌شوند، باکتری‌های همسایه احتمالاً اشتراک ژنتیکی را بیان می‌کنند؛ بنابراین، با افزایش شانس رشد و تقسیم یک باکتری در نزدیکی، میزبان عبور خود از مواد ژنتیکی را افزایش می‌دهد. در مورد سیدروفورها، همبستگی مثبتی بین ارتباط بین دودمان باکتریایی و تولید سیدروفور مشاهده شد.
جوامع میکروبی نه تنها به بقا و بهره‌وری گونه‌های خود علاقه‌مند هستند. در یک جامعه مختلط، گونه‌های مختلف باکتریایی پیدا شده‌است که با منابع غذایی مختلف، از جمله مواد زائد گونه‌های دیگر، سازگار می‌شوند تا از رقابت غیرضروری جلوگیری کنند. این امر باعث افزایش کارایی برای جامعه به عنوان یک کل می‌شود.
داشتن یک جامعه متعادل برای موفقیت میکروبی بسیار مهم است. در مورد تولید سیدروفور، باید بین میکروب‌هایی که انرژی خود را برای تولید عوامل کیل کننده صرف می‌کنند و میکروب‌هایی که می‌توانند از زنوسیدروفورها استفاده کنند، تعادل وجود داشته باشد. در غیر این صورت، میکروب‌های استثمارگر نهایتاً از تولیدکنندگان خارج می‌شوند و جامعه‌ای را بدون ارگانیسمی باقی می‌گذارند که قادر به تولید سیدروفور نباشد، و بنابراین، قادر به زنده ماندن در شرایط کم آهن نیست. این توانایی ایجاد تعادل بین دو جمعیت در حال حاضر در حال تحقیق است. تصور می‌شود که این به دلیل وجود گیرنده‌های کم میل ترکیبی روی غیر تولیدکننده‌ها یا تولیدکنندگانی است که مکانیسم تداخلی با واسطه سم ایجاد می‌کنند.

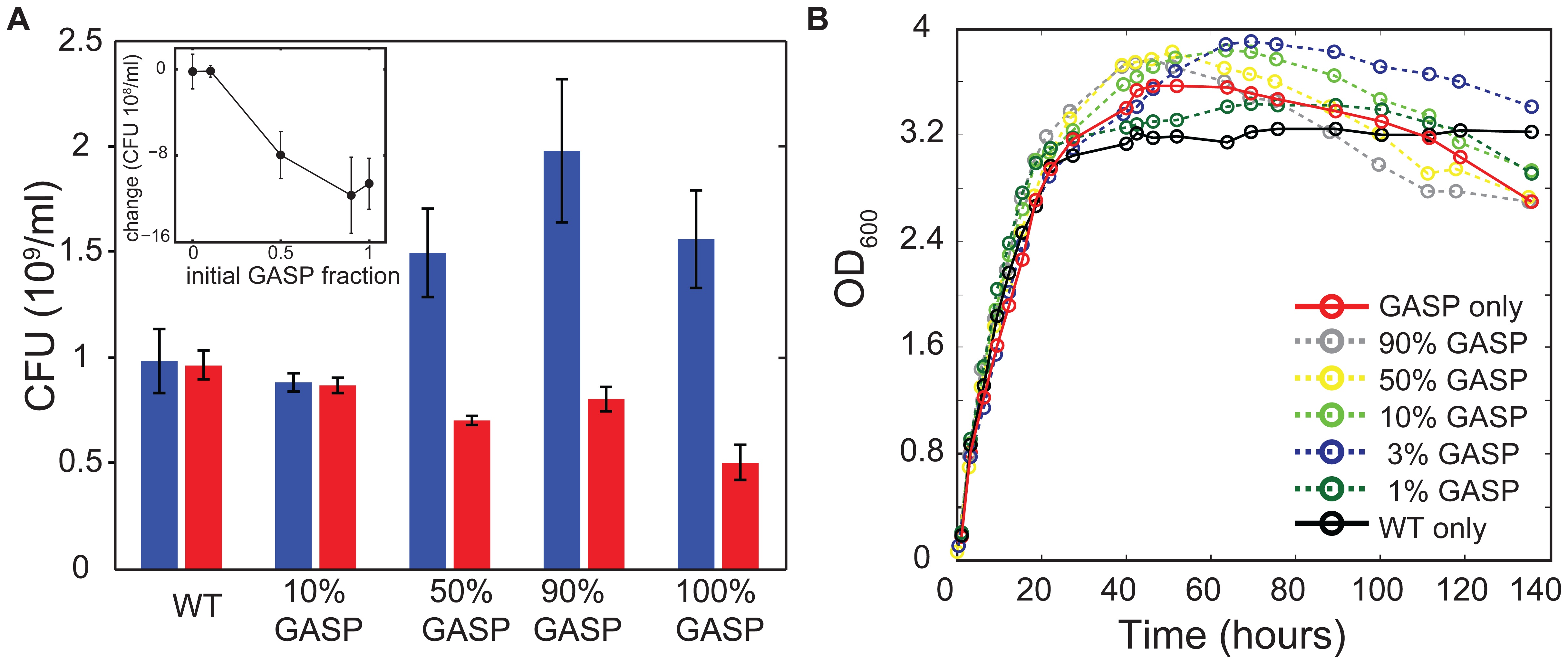
شکل ۱: معضل زندانی در یک جامعه باکتریایی. جهش یافته‌های GASP در ابتدا به تراکم جمعیت بالایی می‌رسند و متعاقباً زنده ماندن جمعیت را کاهش می‌دهند. (الف) واحدهای تشکیل کلنی (CFU) در روز ۱ (نوارهای آبی) و روز ۴ (نوارهای قرمز) کشت‌های خالص WT و GASP و کشت مشترک با شروع اندازه‌گیری شد. کسری از 90% WT و 10% GASP، 50% WT و 50% GASP، و 10% WT و 90% GASP. نوارهای خطا نشان دهنده خطای استاندارد میانگین سه کشت تکراری است. ورودی نشان می‌دهد که تغییر در تعداد CFUها بین روز ۴ و روز ۱ به کسر اولیه GASP یک فرهنگ بستگی دارد. (ب) منحنی‌های رشد، اندازه‌گیری شده به عنوان چگالی نوری (OD) در ۶۰۰ نانومتر، از فرهنگ‌های دسته ای به خوبی مخلوط شده‌است. یک فرهنگ WT خالص (سیاه) تراکم جمعیت خود را برای روزها حفظ می‌کند، در حالی که یک فرهنگ GASP خالص (قرمز) در ابتدا به تراکم جمعیت بالاتری می‌رسد که بعداً کاهش می‌یابد و به زیر سطح فرهنگ WT خالص می‌رسد. هم‌فرهنگ‌های WT-GASP (خطوط چین) وابستگی فرکانس بیش از حد و کاهش متعاقب آن تراکم جمعیت را نشان می‌دهند.

در حالی که هدف تولید کالاهای عمومی به نفع همه افراد است، همچنین منجر به تکامل افراد متقلب یا افرادی می‌شود که هزینه تولید یک کالا را پرداخت نمی‌کنند، اما همچنان از مزایایی برخوردار هستند (شکل ۱). به منظور به حداقل رساندن هزینه‌های تناسب اندام، انتخاب طبیعی افرادی را که ترشح نمی‌کنند و در عین حال از ترشحات همسایگان خود بهره می‌برند، ترجیح می‌دهد. در جمعیتی از سلول‌های ترشح‌کننده سیدروفور، سلول‌های جهش‌یافته غیر ترشح هزینه ترشح را پرداخت نمی‌کنند، اما همچنان از مزایای مشابه همسایگان نوع وحشی برخوردارند. اخیراً گریفین و همکاران. (۲۰۰۴) ماهیت اجتماعی تولید سیدروفورها را در سودوموناس آئروژینوزا بررسی کرد. هنگامی که سلول‌ها در محیط کشت خالص رشد کردند، در یک محیط محدودکننده آهن قرار گرفتند، جمعیت سلول‌هایی که سیدروفورها (نوع وحشی) ترشح می‌کردند، از جمعیت غیر ترشح‌کننده‌های جهش‌یافته برتری داشتند؛ بنابراین، تولید سیدروفور زمانی مفید است که آهن محدود باشد. با این حال، هنگامی که همان جمعیت‌ها در یک محیط غنی از آهن قرار گرفتند، جمعیت جهش یافته از جمعیت نوع وحشی پیشی گرفت و نشان داد که تولید سیدروفور از نظر متابولیکی پرهزینه است. در نهایت، زمانی که هر دو نوع وحشی و باکتری‌های جهش یافته در یک جمعیت مخلوط قرار می‌گیرند، جهش یافته‌ها می‌توانند از مزایای تولید سیدروفور بدون پرداخت هزینه بهره‌مند شوند و در نتیجه فراوانی آنها افزایش یابد. این مفهوم معمولاً به تراژدی عوام گفته می‌شود.
بازی معمای زندانی روش دیگری است که زیست شناسان تکاملی وجود تقلب در سیستم‌های میکروبی تعاونی را توضیح می‌دهند. معضل زندانی که در ابتدا توسط مریل فلود و ملوین درشر در سال ۱۹۵۰ طراحی شد، یک مشکل اساسی در تئوری بازی است و نشان می‌دهد که ممکن است دو نفر حتی اگر به نفع هر دوی آنها باشد، همکاری نکنند. در دوراهی، دو نفر هر کدام تصمیم می‌گیرند که با فرد دیگر همکاری کنند یا تقلب کنند. همکاری هر دو نفر بیشترین مزیت متوسط را به همراه دارد. با این حال، اگر فردی تصمیم به تقلب داشته باشد، مزیت فردی بیشتری به دست خواهد آورد. اگر بازی فقط یک بار انجام شود، تقلب استراتژی برتر است زیرا استراتژی برتر است. با این حال، در موقعیت‌های واقع گرایانه بیولوژیکی، با فعل و انفعالات مکرر (بازی)، جهش‌ها، و محیط‌های ناهمگون، اغلب هیچ راه‌حل ثابت واحدی وجود ندارد و موفقیت استراتژی‌های فردی می‌تواند در چرخه‌های دوره‌ای یا آشفته بی‌پایان متفاوت باشد. راه‌حل خاص بازی به‌طور اساسی به روش اجرای تکرارها و نحوه ترجمه سود به پویایی جمعیت و جامعه بستگی دارد.
در باکتری اشریشیا کلی، زمانی که جهش یافته‌ها دارای مزیت رشد در فاز ثابت (GASP) فنوتیپ با سویه‌های نوع وحشی (WT) در کشت دسته ای رقابت می‌کنند، می‌توان وضعیت دوراهی زندانی را مشاهده کرد. در چنین محیط‌های کشت دسته‌ای، که محیط رشد با تکان دادن کشت‌ها همگن می‌شود، سلول‌های WT با توقف رشد باکتری‌ها به منظور جلوگیری از فروپاشی اکولوژیکی همکاری می‌کنند در حالی که جهش یافته‌های GASP با تغییر مکانیسم تنظیمی نوع وحشی به رشد خود ادامه می‌دهند. در نتیجه چنین انحرافی به خود تنظیمی رشد توسط سلول‌های GASP، اگرچه تراکم سلولی بالاتر در کوتاه مدت به دست می‌آید، در درازمدت به دلیل تراژدی عوام، یک فروپاشی جمعیت حاصل می‌شود (شکل ۱). در مقابل، اگرچه سلول‌های WT به چنین تراکم جمعیتی بالایی دست نمی‌یابند، جمعیت‌های آن‌ها در درازمدت با همان تراکم پایدار هستند. همان‌طور که توسط تئوری پیش‌بینی می‌شود، در یک محیط فضایی مانند مواردی که به‌طور تجربی توسط تراشه‌های میکروسیالی پیاده‌سازی شده‌اند، همزیستی بین دو سویه به دلیل محلی سازی فعل و انفعالات و تفکیک فضایی متقلب‌ها امکان‌پذیر است. هنگامی که با چنین محیط فضایی فراهم شود، باکتری‌ها می‌توانند خود را به الگوهای پویا تجمع سلولی سازماندهی کنند، جداسازی که تضمین می‌کند سلول‌های WT همکار می‌توانند از مزایای همکاری بهره ببرند (شکل ۲).

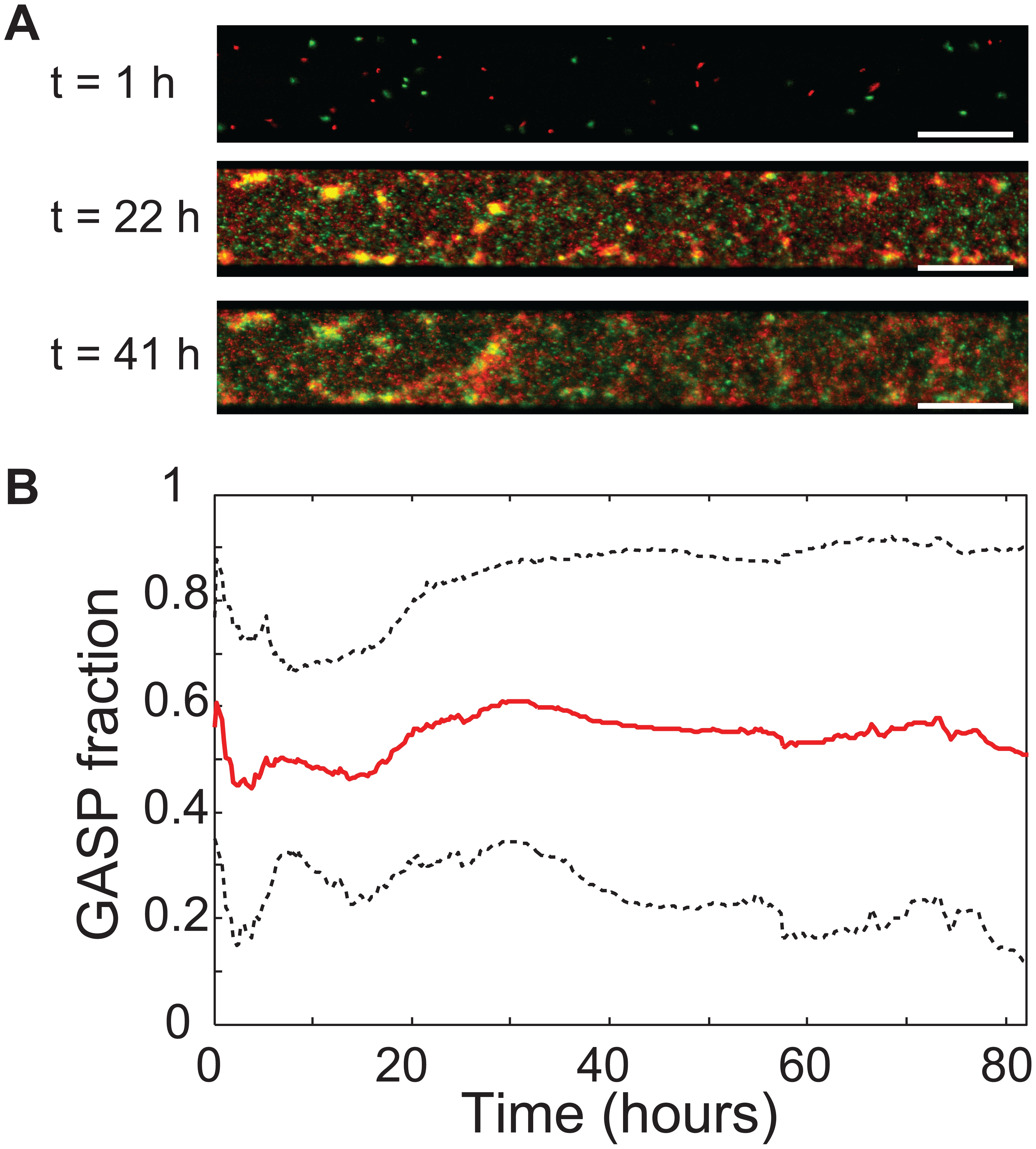
شکل ۲: معضل فضایی زندانیان و همزیستی متقلبان و همکار در جامعه ای کولی. WT و GASP E. coli در یک زیستگاه تک تکه همزیستی دارند. (الف) تصاویر میکروسکوپی که بخشی از یک زیستگاه متشکل از یک تکه (۸۵۰۰×۱۰۰×۱۵) را نشان می‌دهد.) در سه نقطه زمانی، نوار سفید ۵۰ متر را نشان می‌دهد. سلول‌های WT (سبز) و GASP (قرمز) به یک جامعه ساختاریافته تبدیل می‌شوند. سلول‌های پلانکتون در ابتدا (۱ ساعت) زیستگاه را مستعمره می‌کنند، یک روز بعد تعداد زیادی توده‌های چند سلولی تشکیل شده‌اند. ترکیب این سنگدانه‌ها (که با رنگ آنها مشخص می‌شود) در طول زمان تغییر می‌کند. (ب) کسر GASP در طول زمان میکروسکوپ‌های متشکل از یک تکه با حجمی برابر با حجم کل یک میکروسکوپ ۸۵ تکه‌ای. میانگین آزمایشات (خط توپر قرمز)، خطوط تیره سیاه نشان دهنده میانگین انحراف معیار است.

گریگ و تراویزانو (۲۰۰۴) با یک مطالعه تجربی روی مخمر ساکارومایسس سرویزیه به این ایده‌ها پرداختند. S.cerevisiae دارای چندین ژن است که هر کدام اینورتاز، آنزیمی که برای هضم ساکارز در خارج از سلول ترشح می‌شود، تولید می‌کنند. همان‌طور که در بالا مورد بحث قرار گرفت، این تولید خوب عمومی این پتانسیل را برای سلول‌های فردی ایجاد می‌کند که با سرقت قند هضم شده توسط همسایگان خود بدون مشارکت خود آنزیم، تقلب کنند. گریگ و تراویزانو (۲۰۰۴) تناسب یک نوع متقلب (که دارای تعداد کمتری از ژن‌های اینورتاز بود) را نسبت به یک همکار (که شامل همه ژن‌های اینورتاز ممکن بود) اندازه‌گیری کردند. با دستکاری سطح تعامل اجتماعی در جامعه با تغییر تراکم جمعیت، آنها دریافتند که متقلب نسبت به همکار در سطوح پایین اجتماعی مناسب تر است، اما در جوامع متراکم مناسب تر است؛ بنابراین، آنها پیشنهاد می‌کنند که انتخاب برای «تقلب» باعث تنوع طبیعی در میزان ژن‌های اینورتاز می‌شود که یک فرد ممکن است داشته باشد، و این تنوع در ژن‌های اینورتاز نشان‌دهنده سازگاری مداوم با یک محیط زیستی همیشه در حال تغییر است که نتیجه بی‌ثباتی تعاملات مشترک است. .

### نوع دوستی
نوع دوم تعاملات مشارکتی نوع دوستانه یا تعاملاتی است که برای گیرنده سودمند است اما برای بازیگر پرهزینه است (-/+). توجیه منفعت تکاملی رفتار نوع دوستانه موضوعی بسیار مورد بحث است. یک توجیه رایج برای حضور رفتارهای نوع دوستانه این است که آنها منفعت غیرمستقیم دارند زیرا این رفتار نسبت به سایر افراد حامل ژن تعاونی هدایت می‌شود. ساده‌ترین و رایج‌ترین دلیلی که دو فرد ژن‌های مشترکی دارند، این است که آن‌ها از بستگان شجره‌شناختی (خویشاوندان) هستند و به این دلیل اغلب انتخاب خویشاوندی نامیده می‌شود. به عقیده همیلتون، یک عمل نوع دوستانه از نظر تکاملی مفید است اگر ارتباط فردی که از عمل نوع دوستانه سود می‌برد بیشتر از نسبت هزینه/فایده ای باشد که این عمل تحمیل می‌کند. از این منطق به عنوان قانون همیلتون یاد می‌شود.
انتخاب طبیعی معمولاً در صورتی که تولید مثل را افزایش دهد به نفع یک ژن است، زیرا فرزندان نسخه‌هایی از آن ژن را به اشتراک می‌گذارند. با این حال، اگر یک ژن به سایر خویشاوندان کمک کند، که آنها نیز نسخه‌های مشترکی دارند، می‌تواند مورد علاقه قرار گیرد؛ بنابراین، با کمک به تولید مثل یک خویشاوند نزدیک، یک فرد همچنان ژن‌های خود را به نسل بعدی، هرچند غیرمستقیم، منتقل می‌کند. همیلتون خاطرنشان کرد که انتخاب خویشاوندان می‌تواند از طریق دو مکانیسم اتفاق بیفتد: (الف) تبعیض خویشاوندی، زمانی که همکاری ترجیحاً به سمت خویشاوندان هدایت می‌شود، و (ب) پراکندگی محدود (ویسکوزیته جمعیت)، که بستگان را در مجاورت فضایی با یکدیگر نگه می‌دارد و امکان همکاری را فراهم می‌کند. به‌طور بی‌رویه نسبت به همه همسایگان (که تمایل به اقوام دارند) هدایت شود. در سیستم‌های میکروبی، این دو مکانیسم به یک اندازه مهم هستند. به عنوان مثال، اکثر جمعیت‌های میکروبی اغلب از تعداد کمی از استعمارگران شروع می‌شوند. از آنجایی که بیشتر میکروب‌ها به صورت غیرجنسی تولید مثل می‌کنند، بستگان ژنتیکی نزدیک سلول‌ها را با رشد جمعیت احاطه می‌کنند. این جمعیت‌های کلونال اغلب منجر به تراکم بسیار بالا، به ویژه در سیستم‌های زمینی می‌شوند؛ بنابراین، احتمال اینکه یک رفتار نوع دوستانه سلولی به نفع یک خویشاوند نزدیک باشد، بسیار زیاد است.
در حالی که رفتارهای نوع دوستانه بین افراد دارای ارتباط ژنتیکی بالا رایج است، اما کاملاً ضروری نیست. رفتارهای نوع دوستانه نیز می‌توانند از نظر تکاملی سودمند باشند، اگر این همکاری به سمت افرادی باشد که ژن مورد علاقه مشترک دارند، صرف نظر از اینکه این به دلیل همبستگی یا مکانیسم دیگری باشد. نمونه ای از این مکانیسم به عنوان مکانیسم " ریش سبز " شناخته می‌شود و به یک ژن واحد (یا تعدادی ژن به هم پیوسته) نیاز دارد که هم باعث ایجاد رفتار مشارکتی می‌شود و هم می‌تواند توسط سایر افراد به دلیل یک نشانگر فنوتیپی متمایز شناسایی شود. یک ریش سبز
از این منظر، کپک لجن مورد مطالعه بیشتر، Dictyostelium discoideum است، شکارچی باکتری که در خاک رایج است. هنگام گرسنگی، آمیب‌های تک سلولی معمولاً منفرد تجمع می‌یابند و یک حلزون چند سلولی تشکیل می‌دهند که می‌تواند حاوی 10 4-10 6 سلول باشد. این حلزون به سطح خاک مهاجرت می‌کند، جایی که به یک بدن میوه ای متشکل از یک نوک کروی از هاگ‌ها و یک ساقه متشکل از سلول‌های ساقه غیرقابل دوام تبدیل می‌شود که هاگ‌ها را در بالا نگه می‌دارد (شکل ۲). تقریباً ۲۰٪ از سلول‌ها به ساقه غیر تولید مثلی تبدیل می‌شوند و هاگ‌ها را بالا می‌برند و به پراکندگی آنها کمک می‌کنند.
مرگ برنامه‌ریزی شده سلولی (PCD) شکل دیگری از رفتار نوع دوستانه میکروبی است. اگرچه مرگ برنامه‌ریزی شده سلولی (همچنین به عنوان آپوپتوز یا اتولیز شناخته می‌شود) به وضوح هیچ مزیت مستقیمی برای تناسب اندام ایجاد نمی‌کند، اگر مزایای غیرمستقیم برای افراد دارای ارتباط ژنتیکی بالا (انتخاب خویشاوندان) ایجاد کند، می‌تواند تطبیقی تکاملی باشد. چندین احتمال نوع دوستانه برای PCD پیشنهاد شده‌است، مانند ارائه منابعی که می‌تواند توسط سلول‌های دیگر برای رشد و بقا در ساکارومایسس سرویزیه استفاده شود. در حالی که استفاده از انتخاب خویشاوندی برای توضیح مزایای تکاملی PCD رایج است، استدلال شامل برخی مشکلات ذاتی است. چارلزورث (۱۹۷۸) خاطرنشان کرد که انتشار ژنی که باعث خودکشی می‌شود بسیار سخت است زیرا تنها بستگانی که ژن مشترکی ندارند در نهایت سود می‌برند. بنابراین، راه‌حل ممکن برای این مشکل در میکروب‌ها این است که انتخاب می‌تواند احتمال کم PCD را در میان جمعیت زیادی از سلول‌ها، احتمالاً بسته به شرایط فردی، شرایط محیطی یا سیگنال‌دهی، به نفع خود کند.

## سایر فعل و انفعالات میکروبی

### حد نصاب سنجی

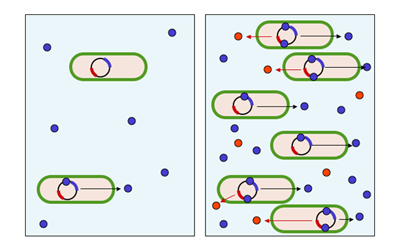
شکل ۳: نمودار سنجش حد نصاب. (سمت چپ) در چگالی کم، غلظت خود القا کننده (نقاط آبی) نسبتاً کم است و تولید ماده محدود می‌شود. (راست) در چگالی بالا، غلظت خودالقاگر زیاد است و مواد باکتریایی (نقاط قرمز) تولید می‌شود.

به نظر می‌رسد ادغام تعاملات مشارکتی و ارتباطی برای میکروب‌ها بسیار مهم است. برای مثال، ۶ تا ۱۰ درصد از تمام ژن‌های باکتری سودوموناس آئروژینوزا توسط سیستم‌های سیگنالینگ سلولی کنترل می‌شوند. یکی از راه‌هایی که میکروب‌ها با یکدیگر ارتباط برقرار می‌کنند و سازماندهی می‌کنند تا در تعاملات مشارکتی پیشرفته تر شرکت کنند، سنجش حد نصاب است. سنجش حد نصاب پدیده‌ای را توصیف می‌کند که در آن انباشته شدن مولکول‌های سیگنال‌دهنده در محیط اطراف، یک سلول را قادر می‌سازد تا تعداد افراد (تراکم سلولی) را ارزیابی کند تا کل جمعیت بتواند پاسخی هماهنگ نشان دهد. این فعل و انفعال در میان گونه‌های باکتریایی نسبتاً رایج است و شامل ترشح مولکول‌های سیگنال‌دهنده توسط سلول‌های منفرد می‌شود که خود القاگر یا فرومون نامیده می‌شوند. این باکتری‌ها همچنین گیرنده ای دارند که می‌تواند به‌طور خاص مولکول سیگنال را تشخیص دهد. هنگامی که القا کننده به گیرنده متصل می‌شود، رونویسی برخی از ژن‌ها، از جمله ژن‌هایی که برای سنتز القا کننده هستند را فعال می‌کند. احتمال کمی وجود دارد که یک باکتری القا کننده ترشح شده خود را شناسایی کند؛ بنابراین، برای اینکه رونویسی ژن فعال شود، سلول باید با مولکول‌های سیگنالی که توسط سلول‌های دیگر در محیط خود ترشح می‌شود، مواجه شود. هنگامی که تنها چند باکتری دیگر از همان نوع در مجاورت آن قرار دارند، انتشار غلظت القا کننده را در محیط اطراف تقریباً به صفر می‌رساند، بنابراین باکتری‌ها القا کننده کمی تولید می‌کنند. با این حال، با افزایش جمعیت، غلظت القاء کننده از آستانه عبور می‌کند و باعث می‌شود القا کننده بیشتری سنتز شود. این یک حلقه بازخورد مثبت تشکیل می‌دهد و گیرنده به‌طور کامل فعال می‌شود. فعال شدن گیرنده باعث تنظیم بالا سایر ژن‌های خاص می‌شود و باعث می‌شود که همه سلول‌ها تقریباً همزمان رونویسی را آغاز کنند. به عبارت دیگر، هنگامی که غلظت موضعی این مولکول‌ها به یک آستانه رسید، سلول‌ها با روشن کردن ژن‌های خاص پاسخ می‌دهند. به این ترتیب سلول‌های منفرد می‌ت وانند تراکم موضعی باکتری‌ها را حس کنند، به طوری که جمعیت به‌عنوان یک کل می‌توانند پاسخی هماهنگ نشان دهند.
در بسیاری از موقعیت‌ها، هزینه‌ای که سلول‌های باکتریایی برای هماهنگ‌کردن رفتارها می‌پردازند، بیشتر از مزایای آن است، مگر اینکه تعداد کافی همکار وجود داشته باشد. به عنوان مثال، لوسیفراز بیولومنسانس تولید شده توسط Vibrio fischeri اگر توسط یک سلول تولید شود قابل مشاهده نخواهد بود. با استفاده از سنجش حد نصاب برای محدود کردن تولید لوسیفراز در شرایطی که جمعیت سلولی زیاد است، سلول‌های V. fischeri می‌ت وانند از هدر رفتن انرژی در تولید محصول بی فایده جلوگیری کنند. در بسیاری از مواقع فعالیت‌های باکتریایی مانند تولید کالاهای عمومی ذکر شده تنها به عنوان یک فعالیت مشترک توسط تعداد کافی از همکاران ارزشمند است. تنظیم با سنجش حد نصاب به سلول‌ها اجازه می‌دهد رفتار مناسب را تنها در زمانی که مؤثر است ابراز کنند، بنابراین در شرایط با چگالی کم، منابع را ذخیره می‌کنند؛ بنابراین، سنجش حد نصاب به عنوان یک سیستم ارتباطی باکتریایی برای هماهنگ‌کردن رفتارها در سطح جمعیت تفسیر شده‌است.
باکتری فرصت طلب Pseudomonas aeruginosa همچنین از سنجش حد نصاب برای هماهنگی تشکیل بیوفیلم‌ها، تحرک ازدحام، تولید اگزوپلی ساکارید و تجمع سلولی استفاده می‌کند. این باکتری‌ها می‌توانند بدون آسیب رساندن به میزبان در داخل یک میزبان رشد کنند تا زمانی که به غلظت خاصی برسند. سپس آنها تهاجمی می‌شوند، تعداد آنها برای غلبه بر سیستم ایمنی میزبان کافی است و یک بیوفیلم تشکیل می‌دهند که منجر به بیماری در میزبان می‌شود. شکل دیگری از تنظیم ژن که به باکتری اجازه می‌دهد تا به سرعت با تغییرات اطراف سازگار شود، از طریق سیگنال دهی محیطی است. مطالعات اخیر کشف کرده‌اند که بی هوازی می‌تواند به‌طور قابل توجهی بر مدار تنظیمی اصلی سنجش حد نصاب تأثیر بگذارد. این ارتباط مهم بین سنجش حد نصاب و بی هوازی تأثیر بسزایی در تولید فاکتورهای حدت این ارگانیسم دارد. امید است که تخریب آنزیمی درمانی مولکول‌های سیگنال دهنده از تشکیل چنین بیو فیلم‌هایی جلوگیری کند و احتمالاً بیوف یلم‌های ایجاد شده را تضعیف کند. اختلال در فرایند سیگنال دهی به این روش را مهار حد نصاب می‌گویند.

## مفاهیم
در حالی که تکامل تعاملات مشارکتی به گونه‌های میکروبی اجازه داد تا تناسب اندام خود را افزایش دهند، این فرضیه وجود دارد که همکاری دلیلی نزدیک برای دیگر انتقال‌های اصلی تکاملی، از جمله تکامل چند سلولی، فراهم کرده‌است. این ایده که اغلب به عنوان نظریه استعمار از آن یاد می‌شود، برای اولین بار توسط هاکل در سال ۱۸۷۴ ارائه شد و ادعا می‌کند که همزیستی بسیاری از موجودات از یک گونه (برخلاف نظریه همزیستی، که همزیستی گونه‌های مختلف را پیشنهاد می‌کند) منجر به یک ارگانیسم چند سلولی شده‌است. . در موارد معدودی، چند سلولی با جدا شدن سلول‌ها و سپس به هم پیوستن مجدد اتفاق می‌افتد (به عنوان مثال، قالب‌های لجن سلولی) در حالی که برای اکثر انواع چند سلولی، چند سلولی به دلیل شکست سلول‌ها در جداسازی پس از تقسیم رخ می‌دهد. مکانیسم تشکیل این کلنی دوم می‌تواند به سادگی سیتوکینزیس ناقص باشد، اگرچه چند سلولی بودن معمولاً شامل تمایز سلولی نیز در نظر گرفته می‌شود.
مزیت فرضیه نظریه استعمار این است که بارها دیده شده‌است که به‌طور مستقل رخ می‌دهد (در ۱۶ شاخه مختلف پروتکتستان). به عنوان مثال، در هنگام کمبود مواد غذایی، سلول‌های Dictyostelium discoideum در یک کلنی با هم گروه می‌شوند که به عنوان یک واحد به مکان جدید حرکت می‌کنند. سپس برخی از این سلول‌ها کمی از یکدیگر متمایز می‌شوند. نمونه‌های دیگر سازمان استعماری در تک یاخته‌ها Volvocaceae مانند Eudorina و Volvox هستند. با این حال، جدا کردن پروتیست‌های استعماری از موجودات چند سلولی واقعی اغلب دشوار است، زیرا این دو مفهوم متمایز نیستند. این مشکل اغلب فرضیه‌هایی را در مورد اینکه چگونه چند سلولی شدن ممکن است رخ دهد، آزار می‌دهد.